# La Cadira del Bisbe
La Cadira de Bisbe est un site archéologique situé à Premià de Dalt (comarque de Maresme), dans la province de Barcelone en Catalogne,. 
Il s'agit d'un site archéologique qui a été habité par la tribu ibère des Laiétans entre les VIe et IIIe siècles av. J.-C.. Il a été établi au pied du Turó de la Cadira del Bisbe (300 m), dans la Sierra de la Marina (es). Le noyau du village était réparti en terrasses pour surmonter les inégalités. Le village était fortifié et possédait une tour de guet, sa disparition remonte à 200 av. J.-C. avec l'arrivée des Romains.

## Fouilles archéologiques

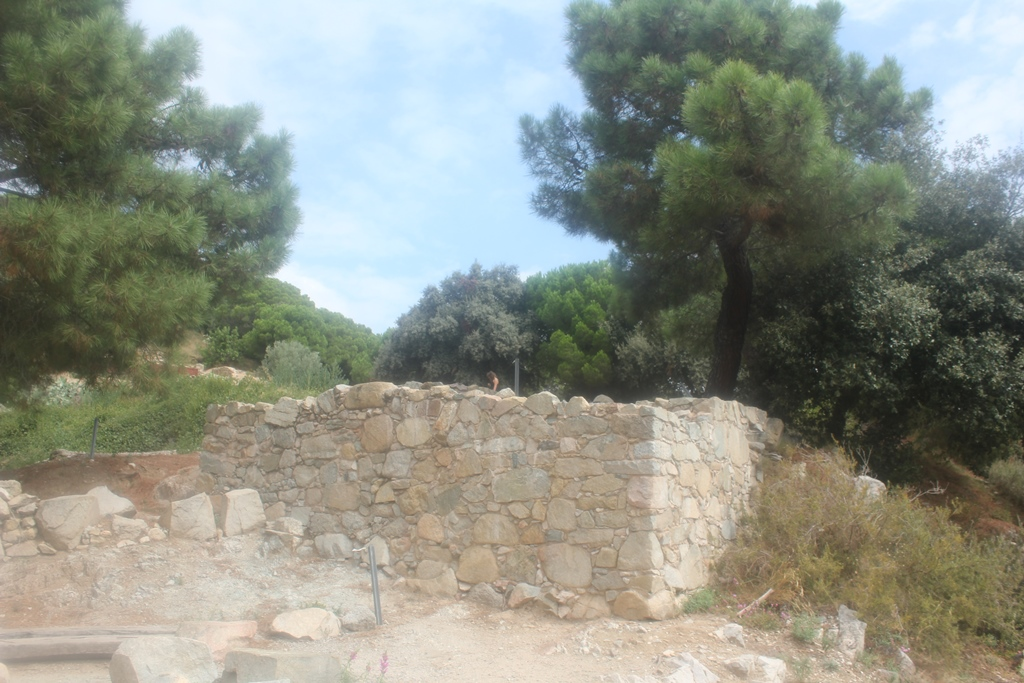
Tour défensive.

Le site a été découvert en 1929 par Joaquín Folch y Torres (es). Dans les années 1970, des fouilles ont commencé et ont permis de découvrir les restes de plusieurs maisons, une rue pavée et de nombreux échantillons de céramique. Depuis, il a fait l'objet de fouilles par différentes associations lors de plusieurs campagnes archéologiques.